# 绿扁帽之歌
绿扁帽之歌（英語：Ballad of the Green Berets）是一首關於美國特種部隊的愛國歌曲，風格。绿扁帽（貝雷帽）意指美國陸軍特種部隊。绿扁帽之歌是由羅賓·摩爾（Robin Moore）和巴利·沙勒（Barry Sadler）寫成。當時，巴利·沙勒在越戰腿傷後康復。

## 流行程度
1966年1月，沙勒在主持的《蘇利文劇場》（The Ed Sullivan Show）正式演唱，之後雖然越戰不得民心，绿扁帽之歌仍佔美國告示牌百大單曲榜（Billboard Hot 100）榜首長達5星期，超過9百萬張單曲和音樂專輯售出。

## 外部連結
- YouTube上的Ballad of the Green Berets - SSGT Barry SADLER